# Хасидатэ (канонерская лодка)
«Хасидате» (яп. 橋立) — канонерская лодка Японского Императорского флота. Головная в серии из двух кораблей (второй — КЛ «Удзи»).
Названа (как и предшествующий корабль с тем же именем, бронепалубный крейсер «Хасидатэ»), в честь одного из трёх наиболее живописных видов Японии — песчаной косы Аманохасидатэ в префектуре Киото.

## Строительство
Канонерская лодка «Хасидате» была заказана в соответствии с принятой в 1937 году 3-й программой расширения флота.
Заложена 20 февраля 1939 года на верфи Осакского металлургического завода (ныне входящего в состав Hitachi Zosen Corporation, отделившейся после войны от корпорации Hitachi). Спущена на воду 23 декабря 1939 года.

## Служба
Вошла в состав Императорского флота 30 июня 1940 года. Первым командиром был назначен капитан 1 ранга, впоследствии контр-адмирал (посмертно) Киёто Кагава.
Изначально лодку намеревались использовать для поддержки действий Императорской армии у берегов Китая во время японо-китайской войны.
К моменту нападения на Перл-Харбор была подчинена «2-му флоту в китайских водах». Также входила в 15-ю группу сопровождения.
Была назначена участвовать в «Операции C» — захвате Гонконга. Там канонерская лодка и провела большую часть Второй мировой войны.
В 1943 году вооружение было усилено пятью дополнительными 25-мм зенитками, а в 1944 году — глубинными бомбами.
22 мая 1944 года, после авианалёта группы бомбардировщиков B-24 на сопровождаемый «Конвой № 88», пыталась отбуксировать повреждённое грузо-пассажирское судно «Цукуба-Мару», но была потоплена американской ПЛ «Picuda» к югу от островов Пратас (Дуньша), (Южно-Китайское море, координаты 21°08′ с. ш. 117°20′ в. д.).
Исключена из списков флота 10 июля 1944 года.